# Bernard (cardinal, 1146)
Pour les articles homonymes, voir Bernard.
 (novembre 2023).
Si vous disposez d'ouvrages ou d'articles de référence ou si vous connaissez des sites web de qualité traitant du thème abordé ici, merci de compléter l'article en donnant les références utiles à sa vérifiabilité et en les liant à la section « Notes et références ».
Bernard   est un cardinal  du XIIe siècle. Il est membre de l'ordre des bénédictins.

## Biographie
Bernard  entre l'ordre des  bénédictins  à Montecassino.
Le pape Eugène III le crée cardinal lors du consistoire de  1146.